# 공작야자속

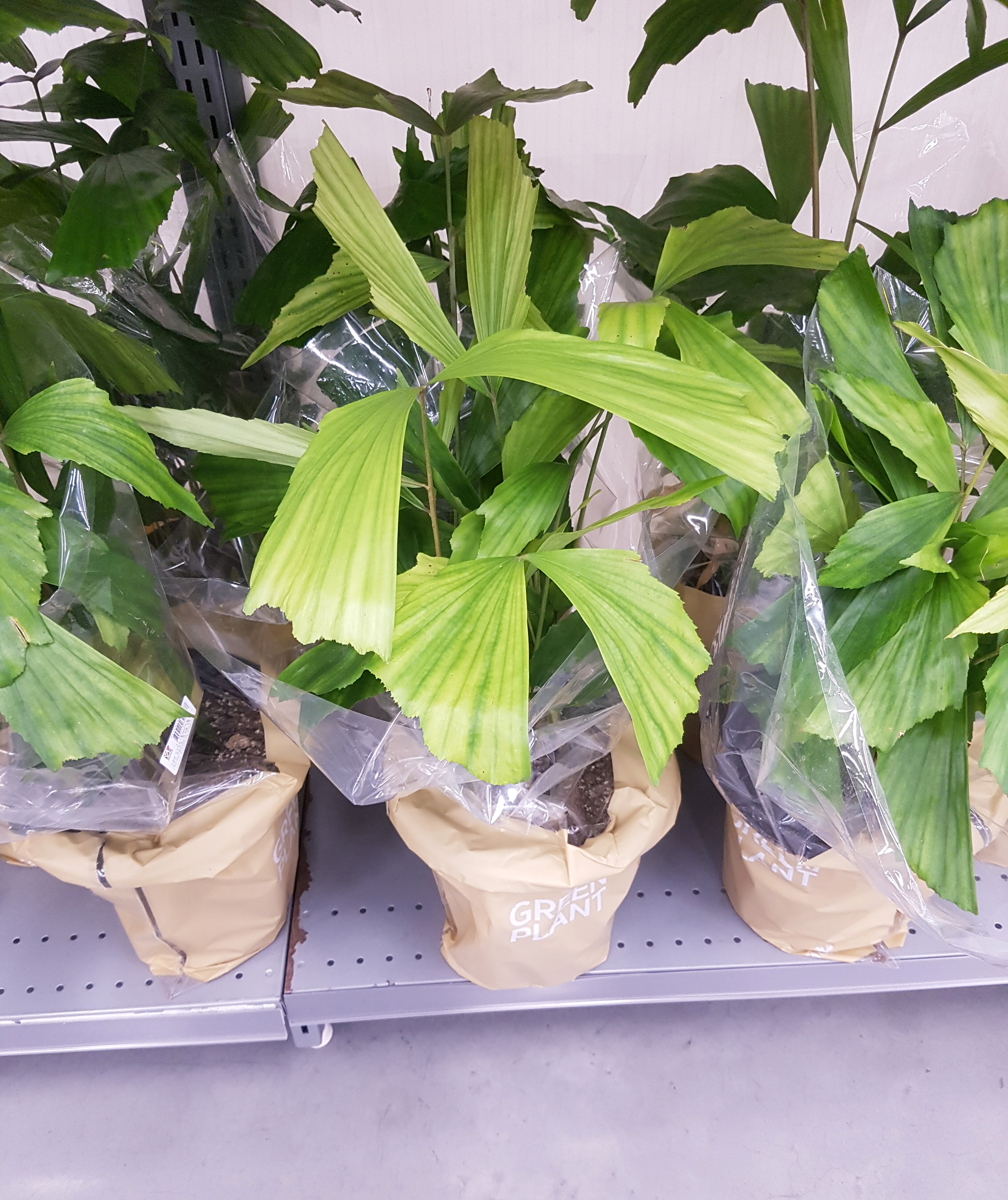
공작야자 - 카리요타 미티스(Caryota mitis)

공작야자속(영어: Caryota)은 종려과의 한 속으로 열대 아시아, 말레이시아, 뉴기니아, 열대 오스트레일리아에 약 27종이 있으며 높이는 7.5m쯤 된다. 단간인 것도 있고 줄기 기부에서 흡지가 발생되어 총생하는 것도 있다. 잎은 줄기의 정부에서 관처럼 나며, 두갈래로 깃 모양으로 갈라진 부분이 붕어꼬리 같은 모양으로 자웅동주이다.

## 카리요타 미티스(Caryota mitis)
인도, 버마, 말레이반도, 필리핀이 원산지로 높이 8m 정도로 자라며 뿌리부분에서 총생한다. 잎은 길이 1.5~3m이며 회록색이다. 작은 잎은 길이 15m정도이며 쐐기형이다. 한국에서 실내관상용으로 재배된다.